# Pustkovec
Pustkovec – jeden z 23 obwodów miejskich miasta statutarnego Ostrawy, stolicy kraju morawsko-śląskiego, we wschodnich Czechach. Położony jest w północno-zachodniej części miasta na Śląsku Opawskim. Jest to także jedna z 39 gmin katastralnych w jego granicach o powierzchni 107,1935 ha. Populacja w 2001 wynosiła 1115 osób, zaś w 2012 odnotowano 378 adresów. 

## Demografia[2]
| Rok             | 1869 | 1880 | 1890 | 1900 | 1910 | 1921 | 1930 | 1950 | 1961 | 1970 | 1980 | 1991 | 2001 |
| --------------- | ---- | ---- | ---- | ---- | ---- | ---- | ---- | ---- | ---- | ---- | ---- | ---- | ---- |
| Liczba ludności | 372  | 396  | 495  | 647  | 759  | 787  | 833  | 706  | 697  | 653  | 824  | 999  | 1115 |